# 王受祿

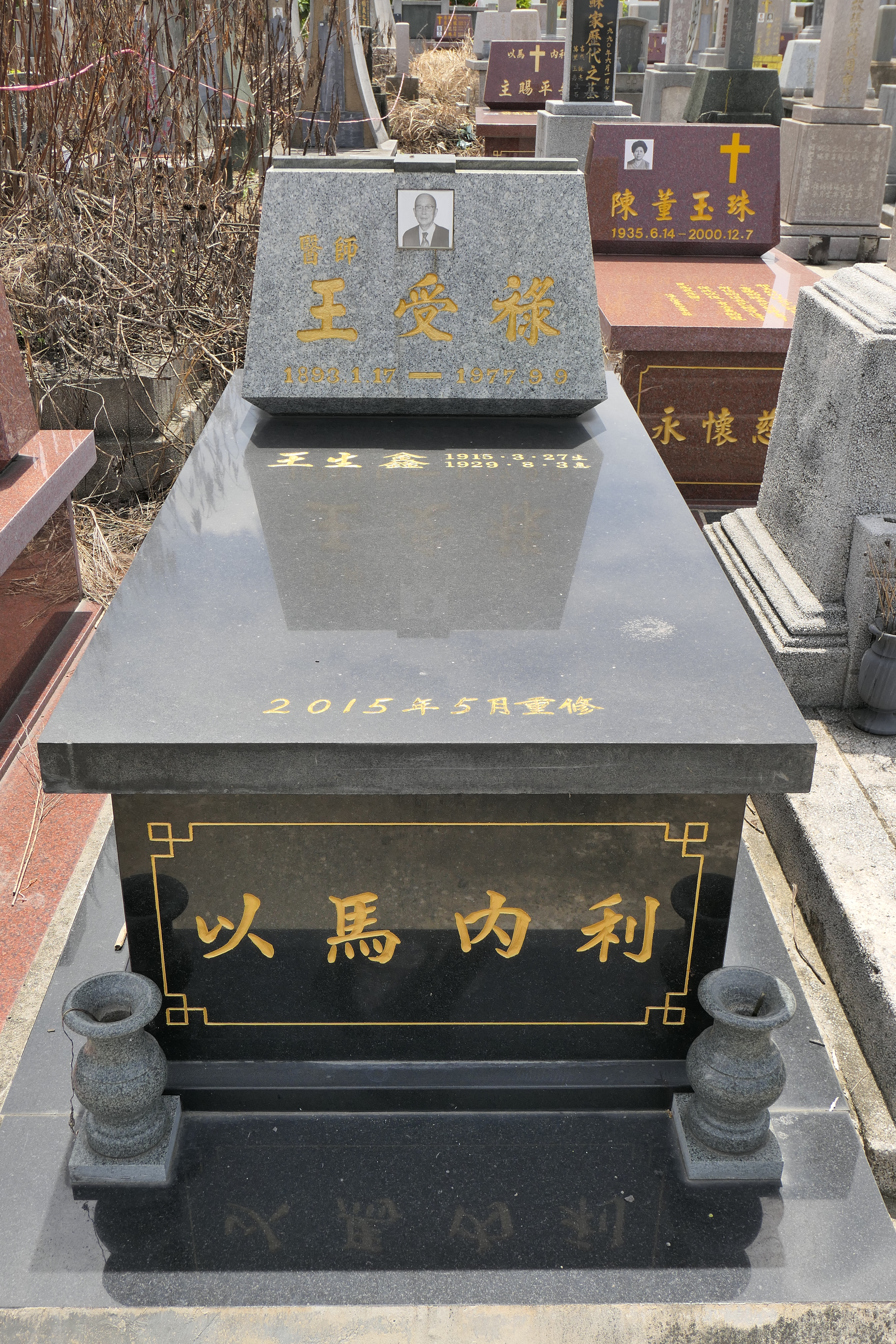
王受祿墓

王受祿（1893年1月17日—1977年9月9日），台灣醫學家，台南市出生，台灣史上第1位留學德國的醫學博士和史上第2位醫學博士（第1位是杜聰明）。
台灣總督府醫學校畢業，曾任台灣總督府台南病院（現衛生署台南醫院）外科醫師，為外科首位臺籍醫官補（內科為韓石泉）。後自行開業。
1925年2月6日獲得德國弗萊堡大學醫學博士學位。
1927年參加臺灣民眾黨，任中央常務委員、台南支部委員會常務委員兼主任； 亦為第10次台灣議會請願代表。
1930年皈依基督新教。
與韓石泉同為台南市台灣文化運動健將和民間現代醫療重鎮。

### 註腳
1. 1 2  . 台南研究資料庫. 臺南市政府文化局.   [2018]. （原始内容存档于2022-08-08）.

### 文獻
- 莊永明，《台灣紀事：台灣歷史上的今天》，時報出版公司，1989年，台北市。